# Kawasaki Ki-48
Kawasaki Ki-48 Sokei foi um bombardeiro leve bimotor que foi usado pelos japoneses durante a Segunda Guerra Mundial. O nome de código dos aliados para esta aeronave foi "Lily".

## Prestação
Depois de passar os testes e avaliações necessários, o Ki-48 foi lançado em serviço durante 1940 contra as forças chinesas durante a expansão japonesa para o oeste (a Segunda Guerra Sino-Japonesa (1937-1945)). A aeronave foi bem sucedida na linha Kawasaki Ki-32 (nome de código aliado "Mary"), apresentando-se como um monoplano monomotor de asa baixa, com carenagens de pernas fixas. O Ki-48 mais novo provou-se por sua velocidade inerente que foi globalmente uma vantagem para os japoneses. No entanto, o projecto foi limitado em vários aspectos - a sua carga de bombas era leve (aproximadamente 800 quilogramas) e a protecção da fuselagem na zona da tripulação e nos sistemas críticos ficaram em falta. A velocidade era a sua qualidade mais importante e desta forma o Ki-48 não decepcionou. O papel de bombardeiro leve para a aeronave foi posteriormente expandido para incluir bombardeio de mergulho com modificações apropriadas no local (reforço da fuselagem e freios de mergulho).

## Especificações
Os modelos iniciais do protótipo (quatro) foram registados simplesmente como "Ki-48" e foram alimentados por dois motores radiais Nakajima Ha.25 da série de 950 cavalos cada. Após uma modificação da cauda, foram construídos e avaliados cinco modelos de pré-produção. As montagens iniciais da produção foram designadas então como Ki-48-Ia que apareceu em 1940. O Ki-48-Ib seguiu com esta forma pretendida, sofrendo uma melhoria no armamento defensivo. A produção total de Ki-48-I foi de 557 unidades.
Já o Ki-48-II foi introduzido em três protótipos para teste. Isto gerou o Ki-48-IIa de Abril de 1942, com fuselagem alongada, espaço interno aumentado para bombas, melhor protecção e armadura. Os modelos IIa foram alimentados por dois motores radiais Nakajima Ha.115 de 1130 cavalos de potência cada. A velocidade máxima de cerca de 505 quilómetros por hora com um alcance de 2400 quilómetros e um tecto de serviço de 10 100 metros. A produção de modelos da série II passou a incluir o Ki-48-IIb, que se transformou num bombardeiro de mergulho especialmente construído com freios de mergulho. O Ki-48-IIc seguiu em 1943 com um pacote de armamento defensivo revisado. A produção da série Ki-48-II somou 1408 unidades.
Ao todo, a produção de Ki-48 somou, juntando todas as variantes e protótipos, 1997 unidades.